# حق مشاوره
حق مشاوره (ایتالیایی: Diritto di difesa) یک مجموعهٔ تلویزیونی ایتالیایی است که در سال ۲۰۰۴ منتشر شد.

## گزیدهٔ بازیگران
- رمو جیرونه
- مارتینا کولمباری
- جولیو بازه
- پی‌یرا دلی اسپوستی
- لورا چیاتی
- لیدیا ویتاله
- مارکو مسری
- جینو سانترکوله
- باربارا بوشه